# Matthieu Ricard
Matthieu Ricard (Aix-les-Bains, 15 febbraio 1946) è un saggista e monaco buddhista francese di scuola tibetana.

## Biografia
Matthieu Ricard nacque nel dipartimento della Savoia da Jean-François Revel, filosofo, scrittore, giornalista e membro dell'Académie française, e Yahne Le Tourmelin, pittrice. Trasferitosi a Parigi, crebbe in molti circoli intellettuali in cui conobbe Luis Buñuel, Igor Stravinsky e Henri Cartier-Bresson.
Si è laureato nel 1972 in genetica delle cellule all'Institut Pasteur, sotto la supervisione di François Jacob, e subito dopo è partito per l'Himalaya allo scopo di apprendere l'insegnamento dei lama tibetani. Nel 1978 ricevette l'ordinazione monastica, e per i successivi tredici anni è stato l'attendente di Dilgo Khyentse Rinpoce, famoso per essere stato maestro del XIV Dalai Lama, di cui lo stesso Ricard fu nominato interprete francese nel 1989. Attualmente è uno dei khenpo del monastero di Shechen, in Nepal.
Oltre agli studi di Dharma, si dedica molto alla fotografia, riprendendo i lama, i monasteri, l'arte, e i paesaggi di Tibet, Bhutan e Nepal, dove trascorre ogni anno molti mesi. Celebre meditatore, in quarant'anni Ricard ha accumulato più di quarantamila ore di meditazione. Sua altra occupazione è la traduzione e la pubblicazione dei testi sacri buddhisti, oltre la preservazione della cultura del Tibet, che lo vede impegnato in decine di progetti umanitari in Tibet, Nepal, e India. Tra le iniziative portate a termine si contano dodici scuole in Tibet e tre in Nepal, quattordici cliniche e dispensari in Nepal, India e Tibet, centomila servizi medici annuali, otto ponti in Tibet, tra i quali figurano tre grandi ponti sospesi, e tre case per anziani.
La sua opera umanitaria a favore della sopravvivenza della cultura tibetana gli valse la nomina a Cavaliere dell'Ordine Nazionale del Merito dal Presidente François Mitterrand. Autore di vari saggi, con cui promuove la continuità del dialogo tra Oriente e Occidente, è solito a cedere la totalità dei diritti d'autore ai suoi progetti umanitari.
In anni recenti è stato studiato dagli scienziati dell'Università del Wisconsin, i quali si sono avvalsi di duecentocinquantasei sensori sul suo cranio, disposto in un toner funzionale di risonanza magnetica. I risultati avrebbero mostrato un livello elevato di attività mai registrato prima nella zona del cervello connessa con l'emozione positiva: generalmente i volontari posti a questo esperimento hanno riportato valori tra +0,3 di disperazione e -0,3 di beatitudine, Ricard è arrivato ad uno -0,45. Tale valore gli avrebbe assicurato il cosiddetto primato di «uomo più felice del mondo».

## Opere
- Il monaco e il filosofo (con Jean-François Revel), Neri Pozza, 1997
- La cittadella delle nevi, Sperling & Kupfer, 2006
- Dal Big Bang all'illuminazione (con Trinh Xuan Thuan), Amrita, 2008
- Il gusto di essere felici, Sperling & Kupfer, 2008
- Tibet: viaggio nel cuore di una cultura secolare, Mondadori, 2008
- L'arte della meditazione, Sperling & Kupfer, 2009
- L'uomo più felice del mondo. Come la meditazione cambia il cervello: le scoperte delle neuroscienze, documentario a cura di Guido Ferrari, Macro video - Amrita, 2009
- Un viaggio immobile: l'Himalaya contemplata da un eremo, L'ippocampo, 2009
- I segreti della mente calma, Sperling & Kupfer, 2014
- Il gusto di essere altruisti, Sperling & Kupfer, 2015
- Sei un animale!, Sperling & Kupfer, 2016